# KAwZ
KAwZ (ros. Курганский Автобусный Завод, Kurganskij Awtobusnyj Zawod) – rosyjska fabryka i marka autobusów mająca swoją siedzibę w mieście Kurgan.

## Historia i opis fabryki

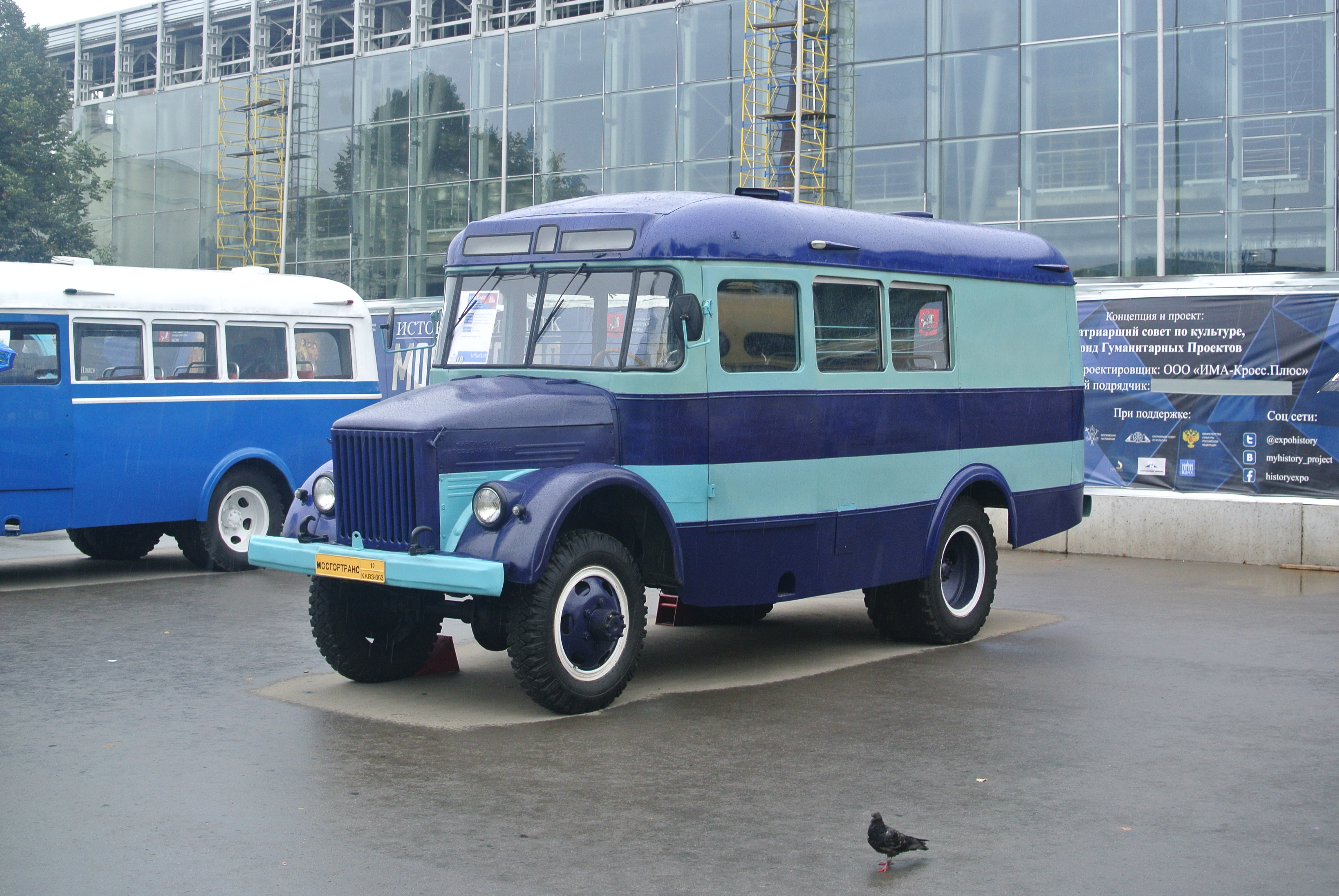
KAwZ 663

Początkowo fabryka prowadziła produkcję na potrzeby przemysłu obronnego. Postanowieniem Rady Ministrów RSFSR z 19 września 1957 roku przekształcono profil zakładu na produkcję autobusów opartych na bazie ciężarówek GAZ. Pierwszy autobus KAwZ-651A zakład wyprodukował 14 stycznia 1958 roku. Obecnie fabryka należy do GAZa, i specjalizuje się w produkcji małych autobusów, w szczególności szkolnych.

## Modele

### Modele wytwarzane aktualnie
- KAwZ-4238 Aurora (2006–)
- KAwz-4235 Aurora (2008–)

### Modele wytwarzane w przeszłości
- KAwZ-651 (1958–1973)
- KAwZ-663 (1961–1966)
- KAwZ-685/3270/3271 (1971–1991)
- KAwZ-3100 (1976)
- KAwZ-49471 (1981–1985)
- KAwZ-4959 (1985)
- KAwZ-3275 (1991–1998)
- KAwZ-3976 (1993–2007)
- KAwZ-4229 (1998)
- KAwZ-4224 (1998–2003)
- KAwZ-3244 (1998–2007)
- KAwZ-39766 (2002–2008)
- KAwZ-4239 (2008–2014)

## Galeria

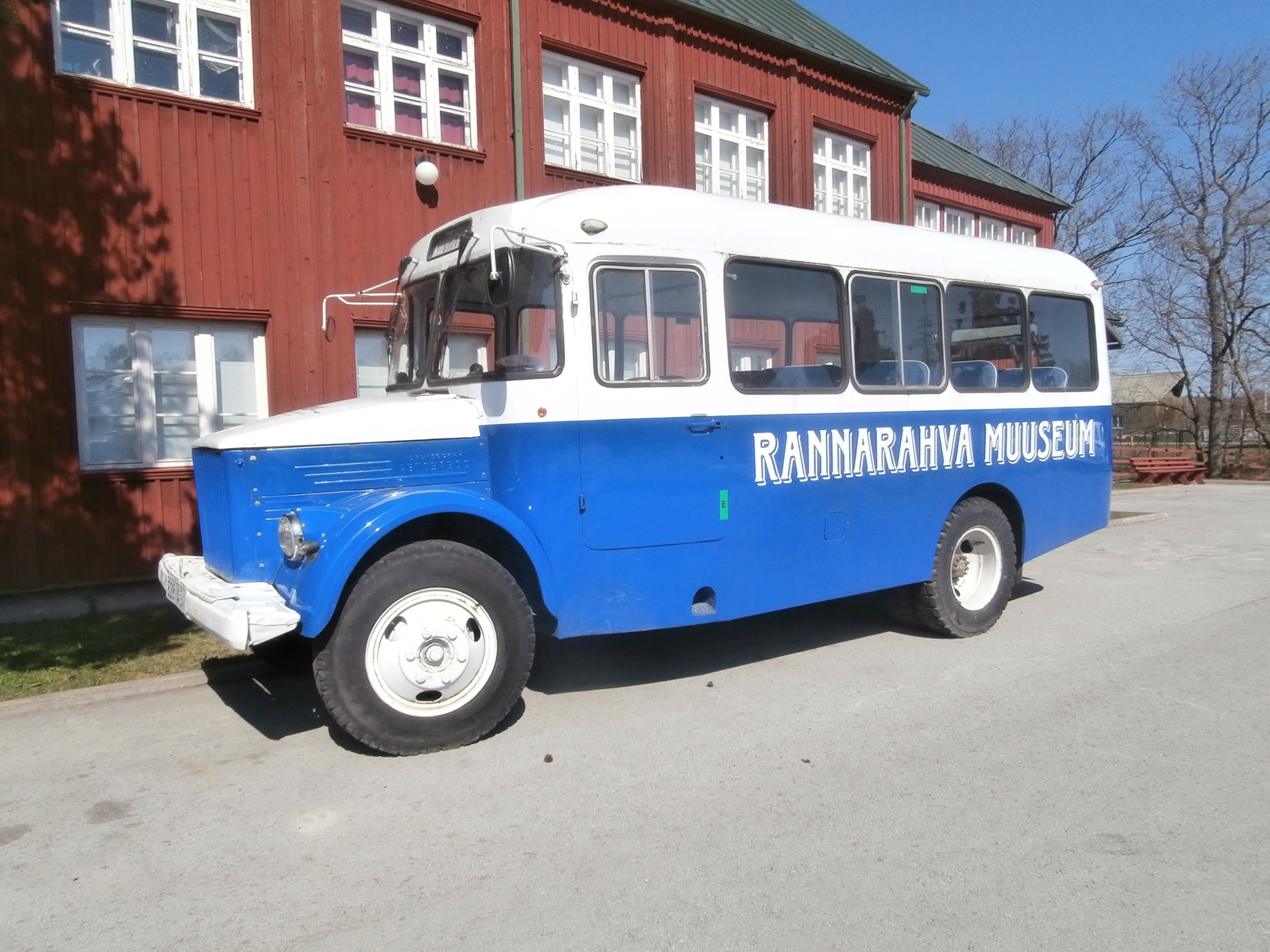
KAwZ-651
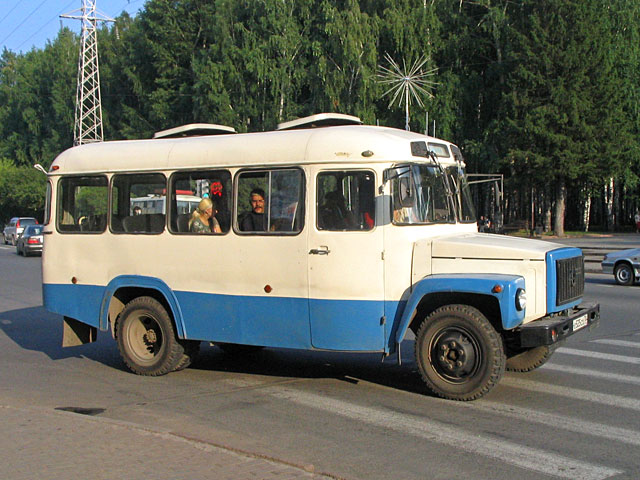
KAwZ-3976
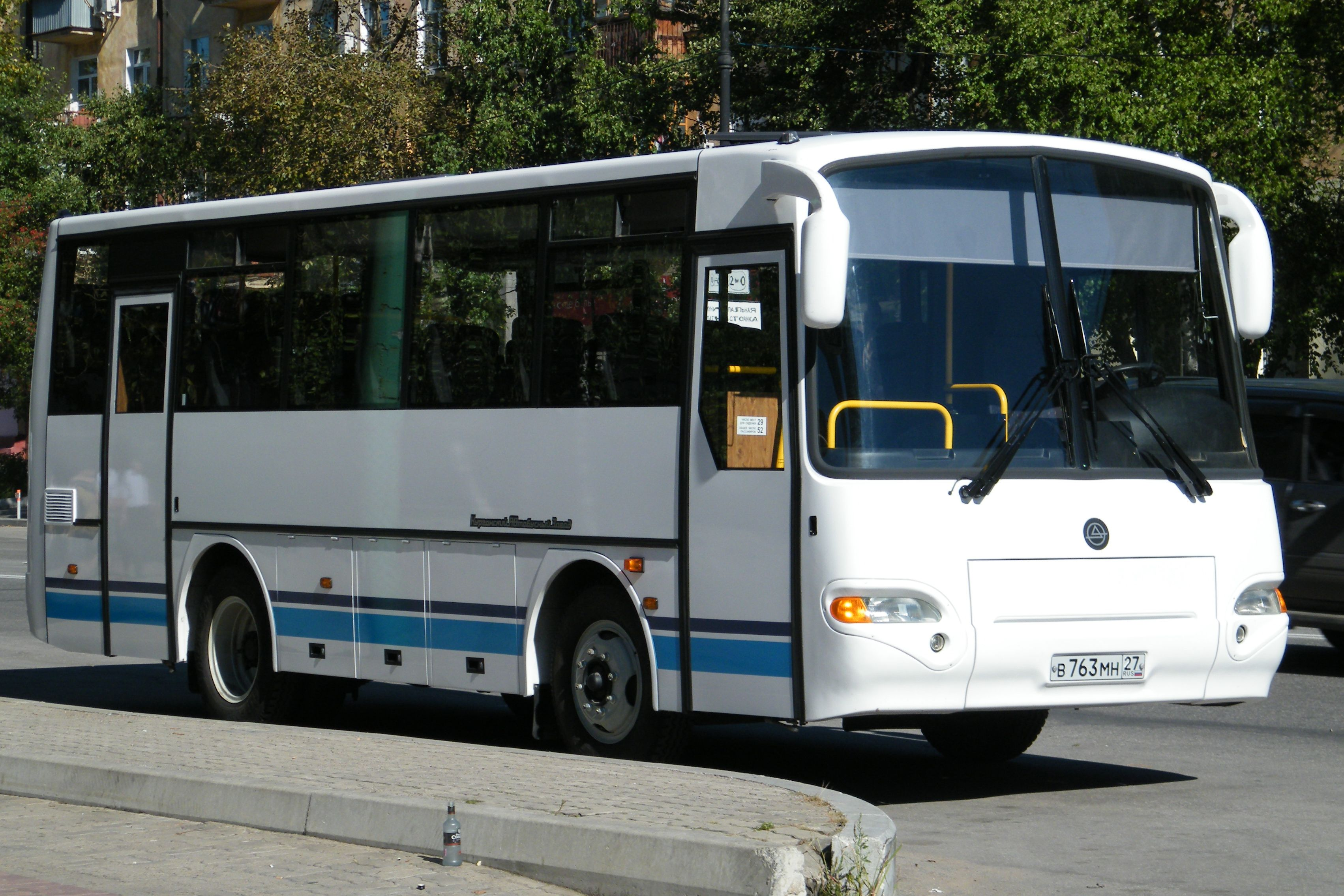
KAwZ-4235
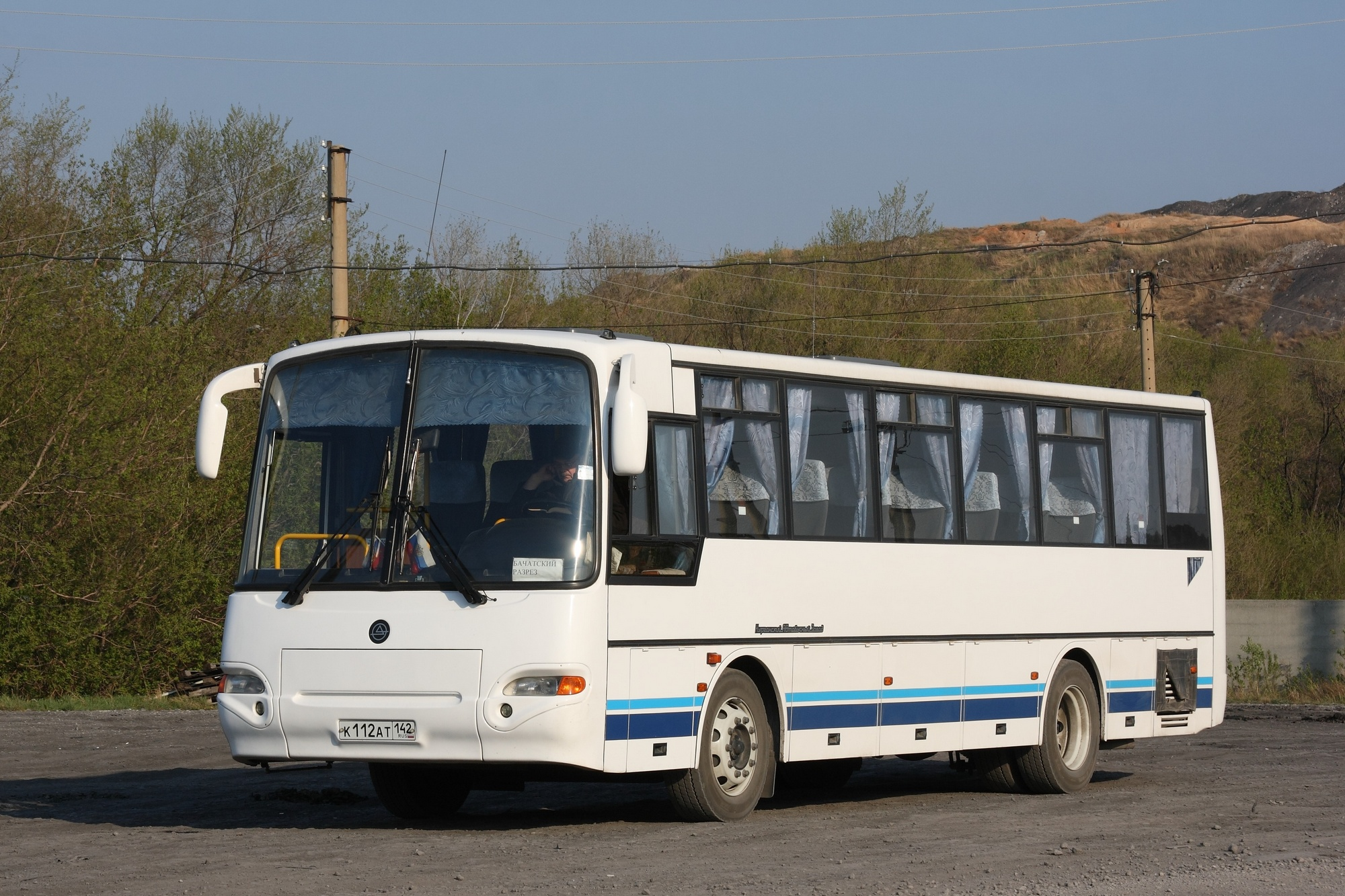
KAwZ-4238